# Catalunya Film Festivals
El Catalunya Film Festivals (CFF) es un sello que aglutina varios festivales de cine de Cataluña. Lo impulsó la Coordinadora de Festivals de Cinema i Vídeo de Catalunya en 2014. La Coordinadora de Festivals de Cinema i Vídeo fue creada en 2005. El CFF da visibilidad a festivales consolidados con más de tres años de antigüedad, promociona los audiovisuales proyectados por los festivales y también contribuye a subtitular películas internacionales al catalán. Los espectadores de los festivales que representa suman unos 500.000 espectadores al año. También impulsa el festival El Dia Més Curt, la versión catalana de la iniciativa The Short Film Day.

## Objetivos
Los objetivos de Catalunya Film Festivals son:
- Difusión de un tipo de cine variado, plural y creativo
- Creación de nuevos públicos
- La sensibilización alrededor de determinadas temáticas y valores
- Impulso a la creación y a la producción
- La generación de contenidos y reflexión
- Fomentar espacios de encuentro entre profesionales del sector
- Dar valor al audiovisual en el panorama cultural y artístico

## Festivales
- Americana Film Festival: Festival de Cine Independiente Norteamericano de Barcelona
- Animac: Muestra Internacional de Cine de Animación de Cataluña
- Asian Film Festival: Festival de cine oriental de Barcelona
- Atlantida Film Fest: Festival de cine de autor
- BCN Sports Film Fest: Festival de cine de deportes
- B-Retina: Festival de Serie B de Cornellá de Llobregat
- Cerdanya Film Festival
- Choreoscope: Festival Internacional de Cine de Danza de Barcelona
- CLAM: Festival Internacional de Cine Social de Cataluña
- Curtàneu: Mostra Internacional de Cortometrajes de Valle de Aneu
- D’A Film Festival: Festival Internacional de Cine de Autor de Barcelona
- Docs Barcelona: Festival Internacional de Cine Documental
- El Meu Primer Festival
- Fantosfreak: Festival Internacional de Cortometrajes Fantásticos y Freaks de Sardañola
- Fascurt: Festival de Cortometrajes del Masnou
- Festimagen: Festival de la Imagen de Calella
- Festival BBVA de Cine de Montaña y Aventura de Torelló
- Festival de Cine de Terror de Molins de Rey
- Festival de Cine Judío de Barcelona
- Festival de Sitges: Festival Internacional de Cine Fantástico de Cataluña
- Festival Gollut de Ribas de Freser
- Festival Protesta: Festival Internacional de Cine de Crítica Social
- FICMA: Festival Internacional de Cine de Medio Ambiente de Barcelona
- FILMETS Badalona Film Festival
- FIRE!!: Muestra Internacional de Cine Gay y Lésbico de Barcelona
- Galacticat: Festival de Cine Fantástico y de Terror de Poniente
- IN-EDIT Barcelona: Festival Internacional de Documental Musical
- Inclús: Festival Internacional de Cine y Discapacidad de Barcelona
- L’Alternativa: Festival de Cine Independiente de Barcelona
- Mecal: Festival Internacional de Cortometrajes y Animación de Barcelona
- Memorimage: Festival Internacional de Cine de Reus
- Miniput: Muestra de Televisión de Calidad de Barcelona
- Moritz Feed Dog: Festival de Cine Documental sobre Moda
- Most: Panadés Festival Internacional de Cine del Vino y del Cava
- Muestra de Cine Espiritual de Cataluña
- Muestra de Cine Árabe y Mediterráneo
- Muestra de Cine Latinoamericano de Cataluña
- Muestra Internacional de Films de Mujeres
- Noches de Cine Oriental de Vic
- Non Stop Animation Barcelona
- Offside Fest: Festival Internacional de Cine Documental de Fútbol
- REC: Festival Internacional de Cine de Tarragona
- Serielizados Fest
- ZOOM Festival: Festival de Ficción Televisiva y Formatos

## Proyectos de Catalunya Film Festivals
Aparte de aglutinar diferentes festivales de cine, Catalunya Film Festivals ha impulsado diversas iniciativas y proyectos de acuerdo con sus objetivos.

### El Dia Més Curt
En 2013, Catalunya Film Festivals, juntamente con Marvin&Wayne, crea el festival El Dia Més Curt inspirándose en The Short Film Day, iniciativa que se celebra en distintos países a través de la que se difunden cortometrajes para acercar su formato al máximo de audiencia posible. El Dia Més Curt forma parte de las iniciativas a escala mundial que se llevan a cabo durante el The Short Film Day.
El nombre juega con el día en el que se celebra el festival, el 21 de diciembre, el día más corto del año. No siempre se celebra el 21, pero sí alrededor de esta fecha. También hace referencia al formato de los audiovisuales que se muestran, que son cortometrajes. Con esta cita, el CFF agrupa y acerca cortometrajes seleccionados en diferentes festivales catalanes a un público más transversal. Los cortometrajes se proyectan gratuitamente.
La primera convocatoria tuvo lugar en el Centro de Cultura Contemporánea de Barcelona (CCCB). Desde entonces, aunque la sede principal continúa siendo el CCCB, El Dia Més Curt se ha celebrado en varios sitios de Cataluña y de territorios de habla catalana.

### Subtitulación de audiovisuales al catalán
Catalunya Film Festivals firmó un convenio con la Dirección General de Política Lingüística de la Generalidad de Cataluña para subtitular en catalán parte de los audiovisuales proyectados por los festivales que aglutina.
Desde la firma del primer convenio en 2008 hasta 2017, se han subtitulado en catalán un total de 5.392 obras cinematográficas: 1.544 largometrajes y 4.587 cortometrajes.

### Cinema Refugi
Cinema Refugi es un ciclo de cine que quiere concienciar sobre los derechos humanos básicos a través de películas que abrazan los valores de la paz, la solidaridad, la convivencia y la diversidad cultural. Era una iniciativa ciudadana coordinada a través de la Xarxa Barri Refugi y contaba con el apoyo de Justicia Global y Cooperación Internacional del Ayuntamiento de Barcelona.

### Jornadas de Festivales de Cine
Uno de los objetivos del CFF es crear sinergias entre sus festivales. Las Jornadas de Festivales de Cine empiezan en 2009 y buscan que los festivales compartan información sobre la organización de este tipo de eventos entre ellos para profesionalizar su gestión y aprender de la experiencia colectiva del sector.